# Доктор Джекилл и мистер Хайд (фильм, 1920)
 Доктор Джекил и мистер Хайд  немой фильм ужасов 1920 года, выпущенный на студии Paramount. Фильм является экранизацией повести «Странная история доктора Джекила и мистера Хайда» Роберта Луиса Стивенсона. Главную роли исполнил знаменитый актёр Джон Бэрримор. Сценарий создала Клара Беранже. Сейчас фильм находится в общественном достоянии.

## Сюжет
Доктор Генри Джекилл — уважаемый в обществе блестящий учёный, тем не менее в своих экспериментах он заходит слишком далеко. Испытав на себе экспериментальный препарат собственного изготовления, Джекилл выпускает в мир свою тёмную зловещую половину — мистера Хайда.

## В ролях
- Джон Бэрримор — доктор Генри Джекилл / мистер Эдвард Хайд
- Брэндон Херст — сэр Джордж Карью
- Марта Мэнсфилд — Миллисент Карью, дочь сэра Джорджа
- Чарльз Уиллис Лэйн — доктор Ричард Лэньон
- Джордж Стивенс — дворецкий Джекилла, Пул
- Нита Нальди — мисс Джина, итальянская танцовщица
- Сэсил Кловелли — Эдвард Энсфилд
- Дж. Малкольм Данн — адвокат, Джон Аттерсон
- Альма Айкен — «Extra» (безумная женщина в офисе Джекилла)
- Джулия Херли — старая домовладелица Хайда
- Эдгар Варез — полицейский
- Луис Вольхайм — владелец кабаре
- Бланш Ринг — женщина в мюзик-холле
- Фердинанд Готшалк — пожилой мужчина в мюзик-холле
- Мэй Робсон — проститутка возле мюзик-холла

## Производство
Первоначально превращение Джекила планировалось передать без помощи грима, полагаясь исключительно на способность Бэрримора искажать свое лицо. Хорошо заметно, как в сцене, где Хайд впервые возвращается обратно в Джекила, у него с пальца отваливается грим, сотрясаемый судорогами Бэрримора.
Персонаж Миллисент Карью не появляется в оригинальной истории Стивенсона, но в пьесе в 1887 г. Томаса Рассела Салливана он есть. Там Джекил так же увлечен дочерью Кэрью, на чём «играет» Хайд. В фильме использована эта интрига из пьесы.
В целом картина передает атмосферу «сна» задуманную автором, это дополнительно подчеркивает и, придуманный Бэрримором, «сон с пауком», который видит его герой. Актёр, как считается, сам изобрел костюм паука, в котором медленно вползал на кровать, где спал его же двойник, показанный посредством двойной экспозиции.
Удивительная мрачность картины, действие которой практический полностью происходит ночью, при этом передается в традиционной бродвейской «реалистической» манере. В этом отношении бесспорно выигрышный смотрятся Бэрримор и Нита Нальди. Небольшая, но яркая роль Нальди в этом фильме открыла ей дорогу в большое кино. Весьма запоминается также Джулия Херли, которая стала известна после фильма, как «хозяйка с лампой» — в этой крошечной роли Херли (которая даже не была указана в титрах) не только точно передала характер героини Стивенсона, но и добавила лёгкую нотку комизма.

## Критика
В 1920 году кинокритики, как правило, высоко оценивали картину и, что неудивительно, были сосредоточены главным образом на Джоне Бэрриморе. Популярная торговая газета «Variety» описала фильм, как: «прекрасную и достойную работу» с «замечательным» исполнением Бэрримора, несмотря на то, что газета считала абсурдным характер сюжета: «Сама история нелепа, если судить по современным стандартам, но это не меняет ее ценности, как среды для мистера Бэрримора... Красивый молодой доктор Джекилл, его естественная красота формы и черты характера помогают ему в этом, и он демонстрирует изумительное изображение мерзости, в преображенной личности «мистера Хайда». Тем не менее, он всегда был Джоном Бэрримором, что является самым неблагоприятным комментарием, который можно было сделать в отношении производства...».
Фактически, воздействие аудитории на Бэрримора — Хайда стало предметом беспокойства, выраженным в некоторых обзорах, с его присутствием на экране, угрожающим психическому и даже физическому здоровью публики, особенно для детей, подвергающихся «отвратительному» характеру актёра, и возможным «негативным влияниям» фильма на будущих мам.
Какие бы оговорки или предостережения ни высказывались кинокритиками о картине, они не удержали толпу зрителей от походов в кино, «Photoplay» высказались, что фильм «легко станет самой обсуждаемой картиной того времени». Журнал проиллюстрировал эту популярность, когда сообщал: «Двери и два окна были разбиты толпами, которые пытались увидеть фильм, на его первом показе в Нью-Йорке».
В 2014 году американский кинокритик и историк Леонард Малтин дал этой версии доктора Джекила и мистера Хайда три звезды по четырёхзвездочной рейтинговой шкале. Малтин также похвалил работу Бэрримора и общее производство фильма, назвав его «хорошо сделанным».
На сайте Rotten Tomatoes фильм имеет рейтинг 92%, основанный на 13 рецензиях критиков, при средней оценке 7,6 из 10.